# Союз (мотоцикл)
Мотоцикл «Союз» — первый советский мотоцикл, произведенный на московском заводе «Авиахим» № 1 в 1924 году. Проектированием занимались П. Н. Львов, Е. Э. Гропиус, А. Н. Седельников, И. А. Успенский. Испытания мотоцикла проходили на Втором всесоюзном испытательном автомотопробеге 22 августа 1924 года. В ходе испытаний у мотоцикла несколько раз возникали неисправности в двигателе, но тем не менее он удачно прошел трассу, протяжённостью 1 476 километров по маршруту Москва — Харьков — Москва и успешно финишировал.

## Силовая установка
Мотоцикл был оснащён одноцилиндровым четырёхтактным двигателем рабочим объёмом 500 куб. см. Моторное масло, при помощи полуавтоматического масляного насоса, поступало в двигатель из-под сиденья мотоциклиста, где был расположен масляный бак («сухой картер»). Через многодисковое сцепление сухого типа и роликовую цепь крутящий момент передавался на трехступенчатую коробку передач. При довольно большом рабочем объёме двигатель не обладал высокой мощностью, что было одним из недостатков конструкции.